# Herman De Reuse
Herman De Reuse, né le 3 mai 1944 à Liedekerke et mort le 30 mai 2018, fut un homme politique belge flamand, membre du Vlaams Belang.
Il fut licencié en droit et licencié en notariat et avocat.

## Fonctions politiques
- conseiller communal à Roulers (1995-)
- membre du conseil de police à Roulers (2004-)
- député au Parlement flamand:
  - du 13 juin 1994 au 7 juin 2009